# Irchester
Irchester ist eine Gemeinde und größeres Dorf (civil parish and village) in Northamptonshire in England und befindet sich rund 18 km östlich von Northampton in den East Midlands. Die Einwohnerzahl beträgt 4807 (Stand: 2001). Irchester, das etwa 4 Kilometer südöstlich von Wellingborough liegt, gehörte von 1974 bis 2021 zum Borough of Wellingborough und seiþer zur Unitary Authority North Northamptonshire. Es liegt am südlichen Ufer des Nene.

## Geschichte
Irchester ist vermutlich kein römischer, sondern ein angelsächsischer Name, die sich des Suffixes „Chester“ als Eisenfestung (iren ceastre) bedienten. 973 wird der Ort als Yraenceaster erwähnt. Im Domesday Book wird der Ort 1086 als Irencestre genannt. Später als Erncestre oder Arnchester. Im Laufe des 12. Jahrhunderts wurde der Name zu Erchester.
Gleichwohl zeigen die vielen archäologischen Funde aus allen Epochen im kleinen Ortsteil Chester Farm (auch: Chester House and Farm), dass es sich um eine frühere römische Siedlung handeln muss. Reste eines romanokeltischen Tempels sind noch erhalten. Die Straße durch die römische Siedlung führte vermutlich von den damaligen Siedlungen in Duston im District Northampton nach Thrapston.

## Sehenswertes
- Irchester Country Park
- Irchester Narrow Gauge Railway Museum

## Persönlichkeiten
- Phil Neal (* 1951), Fußballspieler und -trainer
- Jacob Tomlin (1793–1880), Missionar (in Irchester gestorben)